# Litoria macki
Litoria macki es una especie de anfibio anuro del género Litoria de la familia Pelodryadidae.

## Distribución geográfica
Es originaria de Nueva Guinea Occidental (Indonesia).